# Língua iaualapiti
A língua yawalapiti (yawála “tucum” + píti “povo”, em português, “povo do tucum”) é uma língua indígena pertencente à família arawak, utilizada pelo povo yawalapiti no Alto Xingu, dentro do Parque Indígena do Xingu, no estado do Mato Grosso, Brasil. Trata-se de um idioma ameaçado de extinção, com pouquíssimos falantes nativos restantes, havendo constantes esforços para não deixar a língua desaparecer.
A população total do povo yawalapiti é cerca de 305 indivíduos, porém, a língua é falada plenamente por apenas três pessoas mais velhas das aldeias Yawalapiti e  Caramujo. Esse número tem diminuído, pois os membros da comunidade se comunicam em línguas mais prevalentes da região, como o mehinaku, kamaiurá e kuikuro. Há sinais de revitalização do yawalapiti, com o uso do Método Mestre e Aprendiz e o crescente interesse de jovens na aprendizagem da língua, o que contribui diretamente para a preservação e continuidade de sua transmissão nas próximas gerações.
Originalmente, o yawalapiti é uma língua ágrafa, isto é, não apresenta um alfabeto escrito. Com exceção de certos fonemas, a escrita yawalapiti é idêntica a sua transcrição fonética do AFI. A direção de escrita do yawalapiti é horizontal, da esquerda para a direita, como no português. Embora a língua seja essencialmente oral, o uso da escrita alfabética tem se tornado cada vez mais comum em contextos educacionais e na documentação da língua.
Estruturalmente, o yawalapiti é uma língua aglutinante, caracterizada pela junção de múltiplos morfemas em uma única palavra. Seu sistema nominal distingue entre nomes relativos, que exigem um possuidor, e nomes absolutos, que requerem um mediador de posse. A língua possui um sistema reduzido, mas produtivo, de classificadores nominais, que categorizam substantivos com base em características físicas. Além disso, ao contrário de outras línguas arawak, o yawalapiti não marca gênero nos prefixos de terceira pessoa, utilizando pronomes demonstrativos para essa distinção. Sua ordem de constituintes é predominantemente Sujeito-Objeto-Verbo (SOV).

## Etimologia

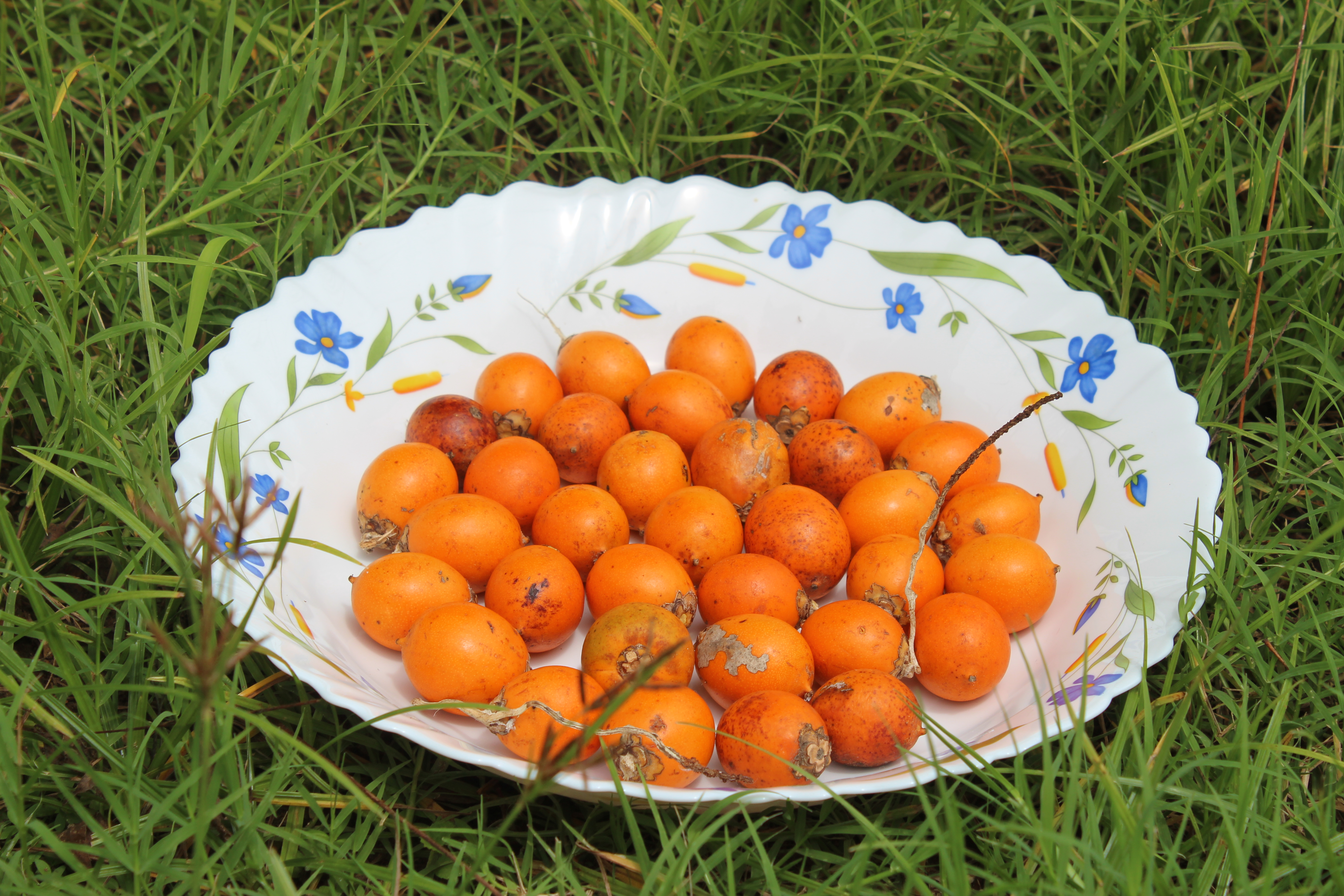
Tucum já maduro.

O nome yawalapiti tem origem na própria língua yawalapiti e é composto pelos elementos yawála, que significa tucum (uma palmeira nativa da região, suas fibras e frutos são amplamente utilizados na produção de objetos artesanais), e píti, que significa povo, ou seja, "povo do tucum". No caso da língua em questão, existe apenas o endônimo, já que não há um exônimo distinto utilizado por outros grupos.  

## Distribuição
A fluência no yawalapiti está quase completamente restrita ao povo yawalapiti, sendo falada por um número extremamente reduzido de indivíduos. Em 2021, os falantes da língua representam uma pequena fração da população total, de cerca de 305 indivíduos, enquanto a maioria se comunica em línguas indígenas predominantes na região, como o mehinaku, kamaiurá e o kuikuro.
Em 2021, a língua yawalapiti conta com apenas três falantes plenos: Waripirá da aldeia Caramujo, Makawana e Makuku, ambos da aldeia Yawalapiti. Além deles, há um pequeno grupo de falantes parciais e lembradores, incluindo quatro mulheres mais velhas e alguns indivíduos que ainda mantêm certo conhecimento do idioma. Entre os aprendizes, destacam-se dois homens adultos que estão retomando o uso da língua, três jovens mulheres com conhecimento básico e duas crianças, de quatro e oito anos, que estão aprendendo o yawalapiti com os mais velhos.
| Categoria do falante           | Grau de proficiência                                                                                          | Nome                   | Gênero                 | Aldeia                 |
| ------------------------------ | --- | ---------------------- | ---------------------- | ---------------------- |
| Falante Nativo                 | Proficiente, com certos esquecimentos de palavras e modos de se expressar.                                    | Warípirá               | Homem                  | Aldeia Caramujo        |
| Falante Nativo                 | Proficiente, com certos esquecimentos de palavras e modos de se expressar.                                    | Makawana               | Homem                  | Aldeia Yawalapiti      |
| Falante Nativo                 | Proficiente, com certos esquecimentos de palavras e modos de se expressar.                                    | Makúku                 | Homem                  | Aldeia Yawalapiti      |
| Falante Nativo                 | Ainda conseguem se comunicar na língua, embora apresentem esquecimentos de vocabulário e formas de expressão. | Ñapirú                 | Mulher                 | Aldeia Paluxaio        |
| Falante Nativo                 | Ainda conseguem se comunicar na língua, embora apresentem esquecimentos de vocabulário e formas de expressão. | Arupy                  | Mulher                 | Aldeia Paluxaio        |
| Falante Nativo                 | Ainda conseguem se comunicar na língua, embora apresentem esquecimentos de vocabulário e formas de expressão. | Sanain                 | Mulher                 | Aldeia Batuvi          |
| Falante Nativo                 | Ainda conseguem se comunicar na língua, embora apresentem esquecimentos de vocabulário e formas de expressão. | Ulé                    | Mulher                 | Aldeia Aturua          |
| Falante Nativo                 | Conseguem se lembrar de algumas palavras e frases.                                                            | Kajanumálu             | Mulher                 | Aldeia Awetý do Saidão |
| Falante Nativo                 | Conseguem se lembrar de algumas palavras e frases.                                                            | Tsi’ápukú              | Homem                  | Aldeia Awetý do Saidão |
| Falante Nativo                 | Conseguem se lembrar de algumas palavras e frases.                                                            | Awirinápu              | Homem                  | Aldeia Hiuláya         |
| Falante Nativo                 | Conseguem se lembrar de algumas palavras e frases.                                                            | Jatamápukú             | Homem                  | Aldeia Ypawú           |
| Falante Nativo                 | Conseguem se lembrar de algumas palavras e frases.                                                            | Mayalú                 | Mulher                 | Aldeia Lahatua         |
| Falante Nativo                 | Conseguem se lembrar de algumas palavras e frases.                                                            | Pairumá                | Mulher                 | Aldeia Caramujo        |
| Falante Nativo                 | Conseguem se lembrar de algumas palavras e frases.                                                            | Airiká                 | Homem                  | Aldeia Paluxaio        |
| Aprendizes como segunda língua | Alto grau de proficiência                                                                                     | Tapí                   | Homem                  | Aldeia Yawalapíti      |
| Aprendizes como segunda língua | Grau médio de proficiência                                                                                    | Walámatíu              | Homem                  |                        |
| Crianças aprendizes            | Em fase inicial de aprendizagem                                                                               | Um menino e uma menina | Um menino e uma menina | Aldeia Yawalapíti      |

### Diásporas
Os yawalapitis estão distribuídos em cinco aldeias dentro do Parque Indígena do Xingu. No entanto, um número crescente de jovens tem migrado para cidades próximas, como Canarana, Gaúcha do Norte e Querência. Nesse contexto, as línguas mais faladas entre os yawalapiti são o kamaiurá e o kuikuro, enquanto o uso do yawalapiti tem diminuído progressivamente.

### Dialetos
A língua yawalapiti não apresenta dialetos distintos, mas há variações fonéticas e fonológicas entre os falantes. Diferenças na pronúncia podem ser observadas entre indivíduos, como a alternância entre [t] e [tʃ], além do apagamento de /h/ em determinados contextos.
Essas variações foram registradas especialmente entre Aritana e Makawana, que foram criados na mesma aldeia, mas apresentam diferenças na pronúncia de certas palavras. Um exemplo disso é a expressão "vamos procurar", que pode ser pronunciada como [ˈaja aˈwauˈti] por um e [ˈaja aˈwauˈtʃi] por outro. 
Apesar dessas variações individuais, a língua não se subdivide em variantes regionais ou dialetais, pois a comunidade falante é pequena e concentrada em um território restrito. O contato frequente com outras línguas indígenas do Alto Xingu tem influenciado o yawalapiti, mas sem resultar na formação de dialetos internos.

### Línguas Relacionadas
A língua yawalapiti forma com as línguas mehinaku e wauja um pequeno conjunto de línguas arawak. As línguas irmãs mais próximas desse pequeno conjunto são as línguas faladas pelos povos enawenê-nawê e pareci, localizados ao Noroeste do Parque Indígena do Xingu, e pelos teréna e kinikináw, localizados a sudoeste. Deste pequeno conjunto de línguas a que pertence a língua yawalapiti, considerando aspectos lexicais, morfossintáticos e fonológicos, ela se destaca como a mais diferente. 

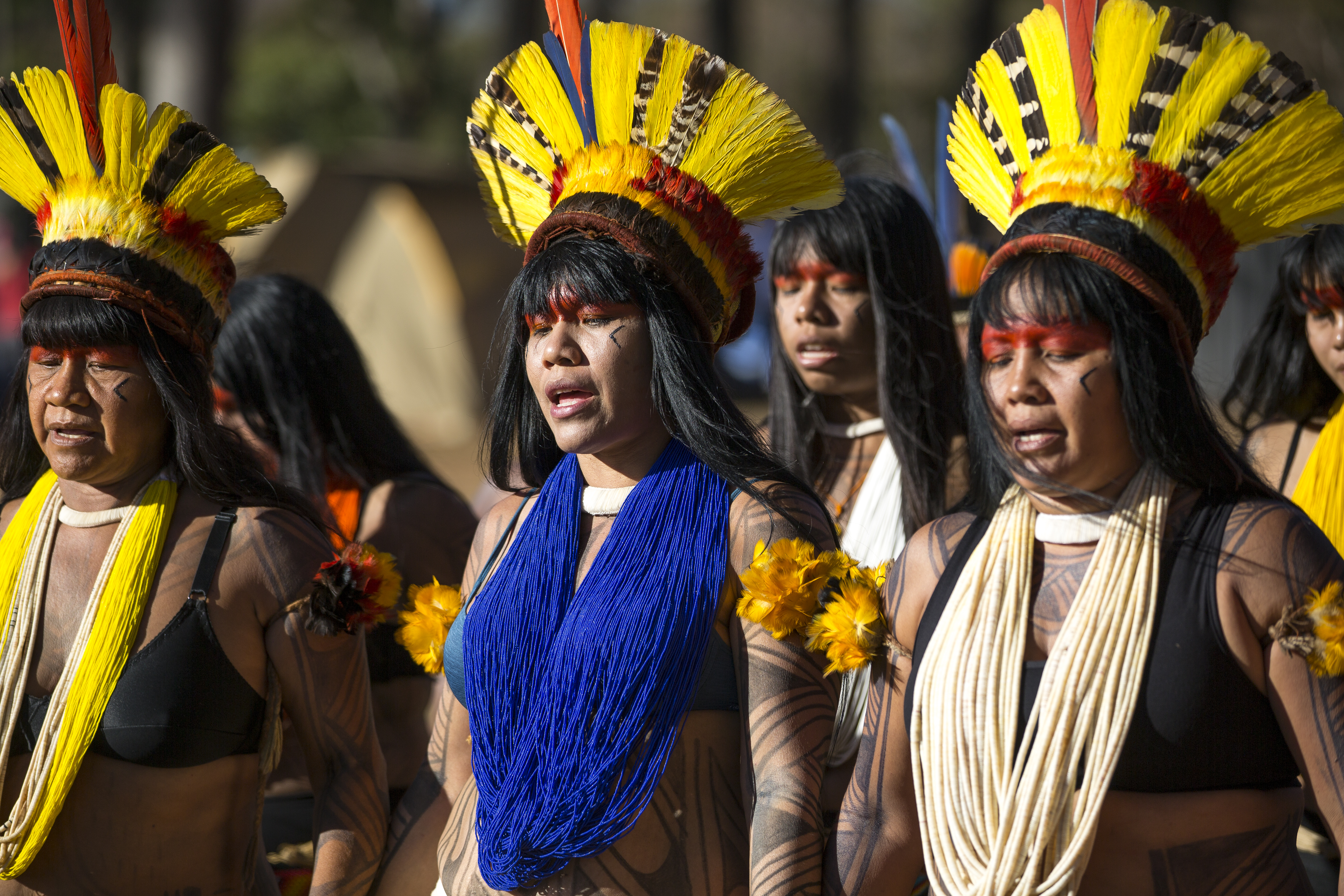
Mulheres Yawalapitis durante a Marcha das Mulheres Indígenas em Brasília (DF), 2019.

|               | Atlântico                                                                                                   |
|               | |
|               | Guaporé-Tapajós                                                                                             |
|               | |
| ㅤXaray-Xingu | \| \| Mehinaku \| \| \| \| \| \| Wauja \| \| \| \| \| \| Yawalapiti \| \| \| \| \| \| Kustenau† \| \| \| \| |
|               | \| \| Mehinaku \| \| \| \| \| \| Wauja \| \| \| \| \| \| Yawalapiti \| \| \| \| \| \| Kustenau† \| \| \| \| |
|               | Waraiku†ㅤ                                                                                                  |
|               | |
|               | Mehinaku |
|               | |
|               | Wauja |
|               | |
|               | Yawalapiti                                                                                                  |
|               | |
|               | Kustenau†                                                                                                   |
|               | |

|  | Mehinaku   |
|  |            |
|  | Wauja      |
|  |            |
|  | Yawalapiti |
|  |            |
|  | Kustenau†  |
|  |            |

|               | Atlântico                                                                                                   |
|               | |
|               | Guaporé-Tapajós                                                                                             |
|               | |
| ㅤXaray-Xingu | \| \| Mehinaku \| \| \| \| \| \| Wauja \| \| \| \| \| \| Yawalapiti \| \| \| \| \| \| Kustenau† \| \| \| \| |
|               | \| \| Mehinaku \| \| \| \| \| \| Wauja \| \| \| \| \| \| Yawalapiti \| \| \| \| \| \| Kustenau† \| \| \| \| |
|               | Waraiku†ㅤ                                                                                                  |
|               | |
|               | Mehinaku |
|               | |
|               | Wauja |
|               | |
|               | Yawalapiti                                                                                                  |
|               | |
|               | Kustenau†                                                                                                   |
|               | |

|  | Mehinaku   |
|  |            |
|  | Wauja      |
|  |            |
|  | Yawalapiti |
|  |            |
|  | Kustenau†  |
|  |            |

|               | Atlântico                                                                                                   |
|               | |
|               | Guaporé-Tapajós                                                                                             |
|               | |
| ㅤXaray-Xingu | \| \| Mehinaku \| \| \| \| \| \| Wauja \| \| \| \| \| \| Yawalapiti \| \| \| \| \| \| Kustenau† \| \| \| \| |
|               | \| \| Mehinaku \| \| \| \| \| \| Wauja \| \| \| \| \| \| Yawalapiti \| \| \| \| \| \| Kustenau† \| \| \| \| |
|               | Waraiku†ㅤ                                                                                                  |
|               | |
|               | Mehinaku |
|               | |
|               | Wauja |
|               | |
|               | Yawalapiti                                                                                                  |
|               | |
|               | Kustenau†                                                                                                   |
|               | |

|  | Mehinaku   |
|  |            |
|  | Wauja      |
|  |            |
|  | Yawalapiti |
|  |            |
|  | Kustenau†  |
|  |            |

|               | Atlântico                                                                                                   |
|               | |
|               | Guaporé-Tapajós                                                                                             |
|               | |
| ㅤXaray-Xingu | \| \| Mehinaku \| \| \| \| \| \| Wauja \| \| \| \| \| \| Yawalapiti \| \| \| \| \| \| Kustenau† \| \| \| \| |
|               | \| \| Mehinaku \| \| \| \| \| \| Wauja \| \| \| \| \| \| Yawalapiti \| \| \| \| \| \| Kustenau† \| \| \| \| |
|               | Waraiku†ㅤ                                                                                                  |
|               | |
|               | Mehinaku |
|               | |
|               | Wauja |
|               | |
|               | Yawalapiti                                                                                                  |
|               | |
|               | Kustenau†                                                                                                   |
|               | |

|  | Mehinaku   |
|  |            |
|  | Wauja      |
|  |            |
|  | Yawalapiti |
|  |            |
|  | Kustenau†  |
|  |            |

(† = língua extinta)
| Português | Yawalapíti | Mehinako | Wauja |
| --------- | ---------- | -------- | ----- |
| Avô       | atu        | atu      | atu   |
| Arco      | ita        | ɨ̃tatãȷ̃   | ɨtaj  |
| Cabeça    | kuʂu       | tɨwɨ     | tiwi  |
| Carne     | iti        | nihĩti   | hɨtaj |
| Casa      | pa         | pai      | paj   |
| Osso      | api        | napi     | napi  |

## História

### História do Povo
De acordo com a tradição oral, a primeira aldeia dos yawalapitis localizava-se na região do Médio Xingu e era chamada de Yawalapíti. Posteriormente, foram fundadas as aldeias Yakunipü, ao norte da aldeia Aweti, e Üuya (lagoa), próxima ao atual Posto Leonardo. Os yawalapitis também habitaram a região de Amakapuku, a três quilômetros ao sul desse posto, e posteriormente estabeleceram a aldeia Tipa Tipa (Rio das Pedras), onde atualmente residem.
A estrutura das aldeias refletia a organização social dos yawalapitis, com casas comunais dispostas em círculo e um pé de tucum de aproximadamente 30 metros de altura no centro, o que originou a denominação "povo do tucum". Artefatos como cerâmicas, machados de pedra e marcas humanas ainda são encontrados nos antigos assentamentos.
Nessas antigas aldeias, os yawalapitis passaram por situações difíceis, tendo sua população reduzida a 8 pessoas por feitiços, ou seja, mortes atribuídas a causas sobrenaturais, de acordo com as crenças do povo. Para os yawalapitis, algumas doenças e mortes não ocorrem por causas naturais, mas podem ser resultado de forças sobrenaturais ligadas à feitiçaria. Um ano após a tragédia, o Cacique Aritana foi assassinado por guerreiros awetý, levando alguns a se refugiarem entre os kuikuros, mehinakos e kamaiurás.
Durante esse período de reorganização, Orlando Villas Bôas desempenhou um papel crucial ao facilitar a reunificação das famílias yawalapiti. Inicialmente, o contato foi mediado por Nahu Kuikuro, que havia aprendido português e comunicou ao sertanista sobre a presença de Kanátu e Sariruá na aldeia Kuikuro. Orlando então organizou expedições para localizar outros yawalapitis dispersos entre os mehinako e kamaiurá, promovendo reencontros entre parentes.
Após a reunião dos yawalapitis, Villas Bôas incentivou casamentos  para reforçar a coesão do grupo. Kanátu casou-se com Teporí Kamayurá, filha do cacique Kutamapü, enquanto outros membros da comunidade também se uniram a parceiros de diferentes etnias. Esses casamentos ajudaram na recuperação demográfica dos yawalapiti, mas também impactaram a transmissão da língua e das tradições culturais. A primeira criança nascida após a reunificação foi Aritana, neto do cacique Aritana, morto em um conflito anterior. Orlando emocionado com o nascimento, celebrou o evento como um símbolo da continuidade do povo yawalapiti. Porém, Aritana faleceu de COVID-19 em 2021.
O indigenista queria ver o povo crescer novamente e ver a alegria da população. Desde este momento, a população cresceu consideravelmente, chegando em 2021 a aproximadamente 305 pessoas.
Wátsu, prima de Aritana Yawalapiti, desapareceu na floresta em 2016 e nunca foi encontrada. Segundo os yawalapitis, ela encantou-se e tornou-se paʎɨ́ri, uma entidade ligada à natureza, conforme a cosmologia do povo.

### Situação Atual
Na década de 1990, o processo de formação dos jovens yawalapiti era marcado por uma rigorosa preparação cultural, com práticas como o uso de pinturas corporais, o fortalecimento físico e o aprendizado de várias habilidades tradicionais. A pintura corporal, por exemplo, era um privilégio reservado apenas aos guerreiros, que passavam por uma reclusão e seguiam um ciclo de aprendizado guiado pelos mestres. Durante esse período, os jovens eram instruídos em conhecimentos como o significado dos símbolos, a origem das pinturas, além de habilidades práticas como o uso de flautas, a construção de casas tradicionais e a confecção de itens culturais, como pentes e máscaras. Esses processos tinham como objetivo garantir a continuidade da cultura e a transmissão dos saberes ancestrais.
Entre 2000 e 2013, mudanças significativas começaram a afetar as tradições yawalapiti, especialmente a prática da pintura corporal. A introdução de influências externas, como a televisão e os modelos ocidentais de moda e comportamento, causou um afastamento dos jovens das práticas culturais. Muitos começaram a usar as pinturas de forma superficial, sem compreender seu significado e a complexidade dos rituais associados a elas. As tintas artificiais passaram a ser preferidas por sua facilidade de remoção, e a participação em cerimônias e rituais diminuiu. Esse enfraquecimento nas práticas culturais resultou em uma perda significativa de identidade e saberes tradicionais entre os jovens yawalapiti, o que tem gerado preocupação entre os mais velhos.

### Situação Sociolínguistica
Em 2021, a língua yawalapiti está em risco de desaparecer, com apenas alguns falantes fluentes e poucos jovens que ainda mantêm o conhecimento. A maioria dos yawalapiti fala outras línguas, como mehinako, waujá, kuikuro, kalapálo e kamaiurá, além do português. Existem apenas três falantes fluentes da língua yawalapiti, juntamente com quatro lembradores. Esse afastamento e a presença de cônjuges de outras etnias dificultam a transmissão da língua para as novas gerações.
Apesar disso, há sinais de esperança, pois alguns jovens estão demonstrando interesse em aprender a língua yawalapiti, o que pode ajudar a preservá-la. Em algumas situações, os yawalapitis ainda falam sua língua com os mais jovens, mas, geralmente, os jovens respondem em línguas como o kamaiurá, kalapálo ou kuikuro.
Além disso, alguns membros da comunidade, como o Tapi Yawalapíti e seu primo Walamatíu, utilizam o Método Mestre e Aprendiz para promover o aprendizado da língua e tentar reviver a fluência entre os falantes.

### História da Documentação
O primeiro estudo linguístico da língua yawalapiti foi realizado por Mitzila Izabel Ortega Mujica, em sua dissertação de mestrado Aspectos Fonológicos e Gramaticais da Língua Yawalapíti (Aruák) de 1992, parte do Projeto Documentação e Descrição das Línguas do Parque Indígena do Xingu, coordenado pela Lucy Seki. Esse estudo aborda aspectos fonológicos e características tipológicas da língua, como classificadores, afixos derivacionais e o sistema pronominal.
Posteriormente, Renata Gérard Bondim também organizou um material linguístico coletado em 1970, publicado em Estudo Sincrônico de Línguas Indígenas do Alto Xingu de 2019, que inclui um vocabulário extenso e paradigmas verbais e nominais, com dados coletados na aldeia yawalapiti, incluindo a colaboração do Cacique Aritana. Esses estudos, embora não contenham gravações sonoras, são fundamentais para a documentação e preservação da língua, abrangendo áreas como partes do corpo, alimentação, animais e rituais.
Tapi Yawalapiti desenvolveu pesquisas sobre a língua yawalapiti e sua relação com a identidade cultural de seu povo. Sua tese de mestrado, Documentação e Descrição da Língua Yawalapíti (Aruák): uma língua que não deve morrer, foi uma importante referência para a preservação do idioma, abordando aspectos fonológicos e gramaticais.

## Fonologia
O sistema fonológico do yawalapiti teve diferentes conclusões ao longo dos anos, por conta da pequena quantidade dos falantes fluentes. Por exemplo, para Mitzila Mujica existe a ocorrência do /ʃ/, já para o Tapi Yawalapití não há a presença da consoante fricativa palatoalveolar surda.

### Consoantes
Quanto as fonemas consonantais, temos 15 na língua yawalapiti. Sendo eles: Três consoantes plosivas, duas africadas, dois fricativos, três nasais, dois flaps, um lateral e duas aproximantes. Na produção temos sete pontos de articulação: bilabial, alveolar, retroflexa, alveopalatal, palatal, velar e glotal. 
|             | Bilabial | Alveolar | Retroflexa | Alveopalatal | Velar | Glotal |
| ----------- | -------- | -------- | ---------- | ------------ | ----- | ------ |
| Plosiva     | p ⓘ      | t ⓘ      |            |              | k ⓘ   |        |
| Nasal       | m ⓘ      | n ⓘ      |            | ɲ ⓘ          |       |        |
| Africada    |          | ts ⓘ     |            | t͡ʃ ⓘ         |       |        |
| Flap        |          | r̥ ⓘɾ ⓘ   |            |              |       |        |
| Fricativa   |          |          | ʂ ⓘ        |              |       | h ⓘ    |
| Lateral     |          | l ⓘ      |            |              |       |        |
| Aproximante | w ⓘ      |          |            | j ⓘ          |       |        |

1. ↑  O fonema africado /tʃ / tem os alofones [tʃ] e [tʃʲ].[30][31]
2. ↑  O fonema fricativo retroflexo tem os seguintes alofones:[ʂ], [ś], [ʐ]ⓘ e [s]ⓘ, os quais ocorrem em variação livre.[30][32]
3. ↑  O fonema lateral /l/ realiza-se como [lʲ] ou [ʎ] ⓘ  diante de /i/ ou /ɨ/.Enquanto o alofone [l] ocorre diante de [a] e de [u].[30][33]
4. ↑  O fonema aproximante alveopalatal /j/  tem os alofones [ʝ], [dʒ]ⓘ e [j], os quais ocorrem em variação livre diante de /u/.[30][33]

### Vogais
No yawalapiti, existem quatro fonemas vocálicos. A existência de vogais nasais não corresponde a valores fonêmicos, pois todas elas são decorrentes da nasalidade de fonemas nasais ou de fonemas que provocam nasalização. A ocorrência de vogais alongadas não é sistemática, podendo vogais em sílabas acentuadas serem alongadas também.
|                  | Anterior         | Central      | Posterior |
| Não-Arrendondada | Não-Arrendondada | Arrendondada |           |
| ---------------- | ---------------- | ------------ | --------- |
| Fechada          | iⓘ               | ɨ ⓘ          | uⓘ        |
| Aberta           |                  | a ⓘ          |           |

1. ↑  O fonema vocálico /i/, anterior alto fechado oral, tem três alofones orais, um assilábico [i̯] e dois silábicos [i] e [i:].  O assilábico ocorre quando é o único elemento de uma sílaba,precedido de uma vogal.[34][35]
2. ↑  O fonema vocálico central alto /ɨ/ tem três alofones orais: [ɨ],  [ə] e [ɨ:].[34][36]
3. ↑  O fonema vocálico posterior alto fechado arredondado oral /u/ tem dois alofones orais silábicos, [u] e [u:] e dois assilábicos [u̯] e [ʊ̯]. Os assilábicos ocorrem quando são os únicos 
elementos em uma sílaba e são precedidos por outra vogal da sílaba anterior.[34][37]
4. ↑  O fonema vocálico central baixo oral /a/ tem dois alofones orais [a] e [a:]. O alofone [a:] ocorre em algumas sílabas pronunciadas com maior intensidade.[36]

### Nasalização
As vogais podem apresentar nasalização em certas situações. Isso ocorre, por exemplo, quando são precedidas por uma consoante nasal dentro da mesma sílaba ou quando essa consoante nasal está no final da sílaba anterior.
| Yawalapiti | Significado  |
| ---------- | ------------ |
| ['wɨɲɨ̃]    | Rio          |
| [nu'mɘ̃ ]   | Meu trabalho |

Vogais podem ser também nasalizadas quando precedidas pela consoante /h/.
| Yawalapiti         | Significado    |
| ------------------ | -------------- |
| [ˈmatsahǝ͂]         | Espera         |
| [pi'naka'tuahũ'ka] | Pode descansar |

No entanto, a nasalização não ocorre de forma totalmente previsível, como demonstram os exemplos a seguir:
| Yawalapiti   | Significado |
| ------------ | ----------- |
| ['nita]      | Meu arco    |
| [iɲi'tʃitʃu] | Trovão      |

### Assilibação
Existe a ocorrência de vogais assilábicas, elas poderiam ser interpretadas como a formação de ditongos tanto crescentes quanto decrescentes. Outra possibilidade seria analisá-las como uma sequência de vogal seguida de consoante. Porém, no yawalapiti não admite consoantes na posição de coda silábica. Foi observado que esse fenômeno corresponde a um processo de assilabação da vogal quando ela constitui o único elemento de uma sílaba e é precedida por outra vogal.

### Fonotática
A estrutura silábica canônica segue o padrão ((C)V), onde a sílaba pode ser formada por uma consoante seguida de uma vogal ou apenas por uma vogal. No entanto, embora a presença de sílabas compostas exclusivamente por vogais seja possível, elas tem pouca frequência dentro do idioma.
| Padrão Silábico | Exemplo no yawalapiti | Tradução para o português |
| --------------- | --------------------- | ------------------------- |
| V.V             | ui                    | Cobra                     |
| V.CV            | uku                   | Flecha                    |
| CV.CV           | kuri                  | Papagaio                  |

### Morfofonologia
A morfofonologia estuda como os sons da língua mudam em contato com diferentes morfemas. No yawalapiti, podemos observar os seguintes fenômenos:

#### Palatalização de /n/
O som /n/ pode se transformar em um som palatal (/ɲ/) quando aparece no final de um morfema e o próximo morfema começa com os sons /i/ ou /ɨ/.
| Yawalapiti | Significado |
| ---------- | ----------- |
| [ɲɨ'ʂa]    | Meu piolho  |
| [ɲiaˈtʃa]  | Eu          |

#### Elisão Vocálica
Em alguns casos, uma vogal pode desaparecer quando um morfema se junta a outro. Isso ocorre com morfemas como -pa ("estativo", indicando um estado) e -tʃa (ainda), quando a partícula uka se liga ao tema. Como por exemplo:
| Yawalapiti                           | Significado                         |
| ------------------------------------ | ----------------------------------- |
| j-unúpa-ɲɨʂi-tʃ+uká tinɨʂu awiɾiwaka | Vocês ainda vão ver a mulher amanhã |

#### Debucalização de /h/
Em algumas palavras, o som /p/ pode se transformar em /h/ quando aparece depois do som /i/. Esse processo acontece, por causa  do prefixo que indica posse na segunda pessoa do singular:
| Yawalapiti    | Significado |
| ------------- | ----------- |
| [hipa'laka]   | Seu rosto   |
| [hi'tʃutu'ka] | Acorde      |

### Prosódia
O yawalapiti é uma língua de pitch-accent. Há um conjunto de pares de palavras que mudam o significado quanto ao acento. Isso sugere que o idioma tem um acento fonológico. Não se pode dizer que o acento do yawalapiti é previsível, por várias palavras terem o acento na penúltima sílaba e outras palavras de mesma natureza terem o acento na última sílaba.Acento na penúltima sílaba:
| ['ma:pa] | Abelha |
| ['hir̥i]  | Cipó   |
| ['wɨɲɨ͂]  | Rio    |

Acento na última sílaba:
| [ija'ka] | Jacaré   |
| [ɨp'ɨ]   | Hoje     |
| [maˈlu]  | Falso(a) |

Um aspecto relevante em relação ao acento na língua yawalapiti é que processos morfológicos podem resultar no deslocamento do acento, seja para a direita ou para a esquerda.
O acento pode também mudar a depender da posição da palavra no enunciado. Como por exemplo:
| [tʃawˈaka nuˈnupi hipuˈlalu kuˈmǝ͂]   | Ontem vi arara vermelha |
| [tʃaˈwaka nunuˈpi yanuˈmaka kuˈmǝ͂] ‘ | Ontem vi o tigre        |

### Variações
Pode ocorrer variações na pronúncia, como foi observado com Aritana e Makawana. Ambos viveram na mesma aldeia e foram criados juntos, porém, existe uma variação fonética e fonológica. Segue abaixo exemplos:
| Aritana         | Makawana         | Tradução       |
| --------------- | ---------------- | -------------- |
| [ˈaja a'wau'ti] | [ˈaja a'wau'tʃi] | Vamos procurar |
| [kana'tiɁ ]     | [kaɲa'tiɁ]       | Boca           |
| [mapaʂi'tʃɨpu]  | [mapaʂi'tʃɨpɨ]   | Cera           |

| Aritana      | Makawana     | Tradução  |
| ------------ | ------------ | --------- |
| [hi'taʎuɲui] | [hi'taʎuɲɨi] | Seu primo |
| [ˈʂɨ]        | [ˈśɨ]        | Fogo      |

## Ortografia
O yawalapiti é originalmente uma língua ágrafa, isto é, não apresenta um alfabeto escrito. As transcrições deste artigo se baseiam do trabalho de Tapi Yawalapíti, em Documentação e Descrição da Língua Yawalapíti(Aruák): uma língua que não deve morrer. Com exceção de certos fonemas, a escrita yawalapiti é idêntica a sua transcrição fonética do AFI. A direção de escrita do yawalapiti é horizontal, da esquerda para a direita, como no português. Embora a língua seja essencialmente oral, o uso da escrita alfabética tem se tornado cada vez mais comum em contextos educacionais e na documentação da língua.
| Grafema | Fonema AFI | Aproximação                              |
| ------- | ---------- | ---------------------------------------- |
| a       | /a/        | Alma                                     |
| ts      | /t͡s/       | Pizza                                    |
| k       | /k/        | Camiseta                                 |
| ɨ       | /ɨ/        | Lip (inglês)                             |
| i       | /i/        | Minhoca                                  |
| u       | /u/        | Lua                                      |
| p       | /p/        | Pipoca                                   |
| t       | /t/        | Teto                                     |
| r       | /ɾ/        | Troca                                    |
| r       | /r̥/        | Assar                                    |
| l       | /l/        | Linguiça                                 |
| l       | /lʲ/       | Canalhice (som semelhante)               |
| ʎ       | /ʎ/        | Ralho                                    |
| w       | /w/        | Quase                                    |
| y       | /j/        | Boia                                     |
| h       | /h/        | Rato                                     |
| t͡ʃ      | /t͡ʃ/       | Tchau                                    |
| s       | /ʂ/        | Sheep (inglês, possui um som semelhante) |
| m       | /m/        | Melancia                                 |
| ɲ       | /ɲ/        | Manhã                                    |
| n       | /n/        | Navio                                    |

## Gramática

### Nomes
Os nomes em yawalapiti se dividem em dois tipos:
- Nomes relativos: Combinam-se com prefixos pessoais que marcam o possuidor, ou seja, são dependentes de um possuidor.[11]
- Nomes absolutos: Combinam-se com prefixos pessoais e com um sufixo mediador de posse, ou seja, não são dependentes de um possuidor.[11]

#### Nomes Relativos
Ao contrário de outras línguas arawak, o yawalapiti não distingue gênero na forma prefixal de terceira pessoa. A distinção de gênero do possuidor é feita na terceira pessoa, quando pronomes demonstrativos se combinam com morfemas que denotam o gênero feminino ou masculino.
| Primeira Pessoa do Singular | nu- / n-                  | 1   |
| Segunda Pessoa do Singular  | pi- / p- / hi- / h- / ti- | 2   |
| Primeira Pessoa do Plural   | au- / a-                  | 1pl |
| Segunda Pessoa do Plural    | ji- / j-                  | 2pl |
| Terceira Pessoa             | i- / in- / ij- / ø-       | 3   |

Nos nomes relativos, quando se estabelece uma relação de posse, essa relação é direta.
- n-ita → "meu arco"
- a-tsɨmɨʎu → "nossa rede"

#### Nomes Absolutos
São neles que ocorre a incidência dos mediadores de posse -la, -ra e -ʎɨ. O sufixo -la é utilizado com temas terminados em /a/ ou /u/, enquanto -ra  é utilizado com temas terminados em /i/ e -ʎɨ com aqueles terminados em /ɨ/. Esse morfema é endocêntrico e aparece exclusivamente em nomes absolutos. Atualmente, observa-se uma generalização do alomorfe -la para todos os temas absolutos, possivelmente devido ao seu uso em empréstimos linguísticos.
- hitiparata-la → "sua panela"
- auɨri-ra → "nosso carvão"

##### Morfemapa-e o Morfemaa-
Na língua yawalapiti, o morfema pa- indica impessoalidade e pode ser encontrado em verbos e substantivos para denotar uma ação ou entidade indefinida. Ele é usado, por exemplo, para construir frases sem um sujeito específico. Já o morfema a- tem função de marcação de indefinição e pode ser utilizado para criar formas generalizadas de substantivos e pronomes.
- pa-mulautapa → "ministrar gente"
- puwɨɲɨriminaanau a-mimakatapa ha → "o kuarýp não é triste, por isso as pessoas dançam"

#### Classificadores
A língua yawalapiti apresenta um sistema de classificadores nominais, utilizados para categorizar os nomes de acordo com certas características físicas.
- É usado o sufixo -ja para líquidos, como niʂa-ja-la (meu sangue).[48]
- É usado o sufixo -ti para objetos alongados, como pama-ti (rolo de fio).[48]
- É usado o sufixo -ta para objetos esféricos, como aka jurma-ta (pequi verde).[49]
- É usado o sufixo -lu para objetos envoltórios, como ma'jaku autsa-lu(cesta nova).[50]
- É usado o sufixo -pana para objetos finos ou planos, como jukapa-pana (foco de luz).[51]

#### Gênero
A língua yawalapiti distingue dois gêneros gramaticais para nomes com referentes animados: Masculino e feminino. O gênero masculino não possui um afixo, enquanto o feminino recebe o sufixo -lu. Nomes inanimados, que não possuem gênero biológico, não recebem essa marcação.
- kakajama-lu → "mulher mal"
- kakajanuma → "homem mal"

#### Diminuitivo e Aumentativo
No yawalapiti, o sufixo -tsi forma o diminutivo dos nomes, indicando tamanho reduzido ou um tom afetivo.
| ɨrina (homem) → ɨrinatsi (homenzinho)       |
| pa (casa) → patsi (casinha)                 |
| jakuakua (tucano) → jakuakuatsi (tucaninho) |

O aumentativo é expresso pelo adjetivo ɨtʃi (Grande), acrescentado ao nome para indicar maior dimensão.

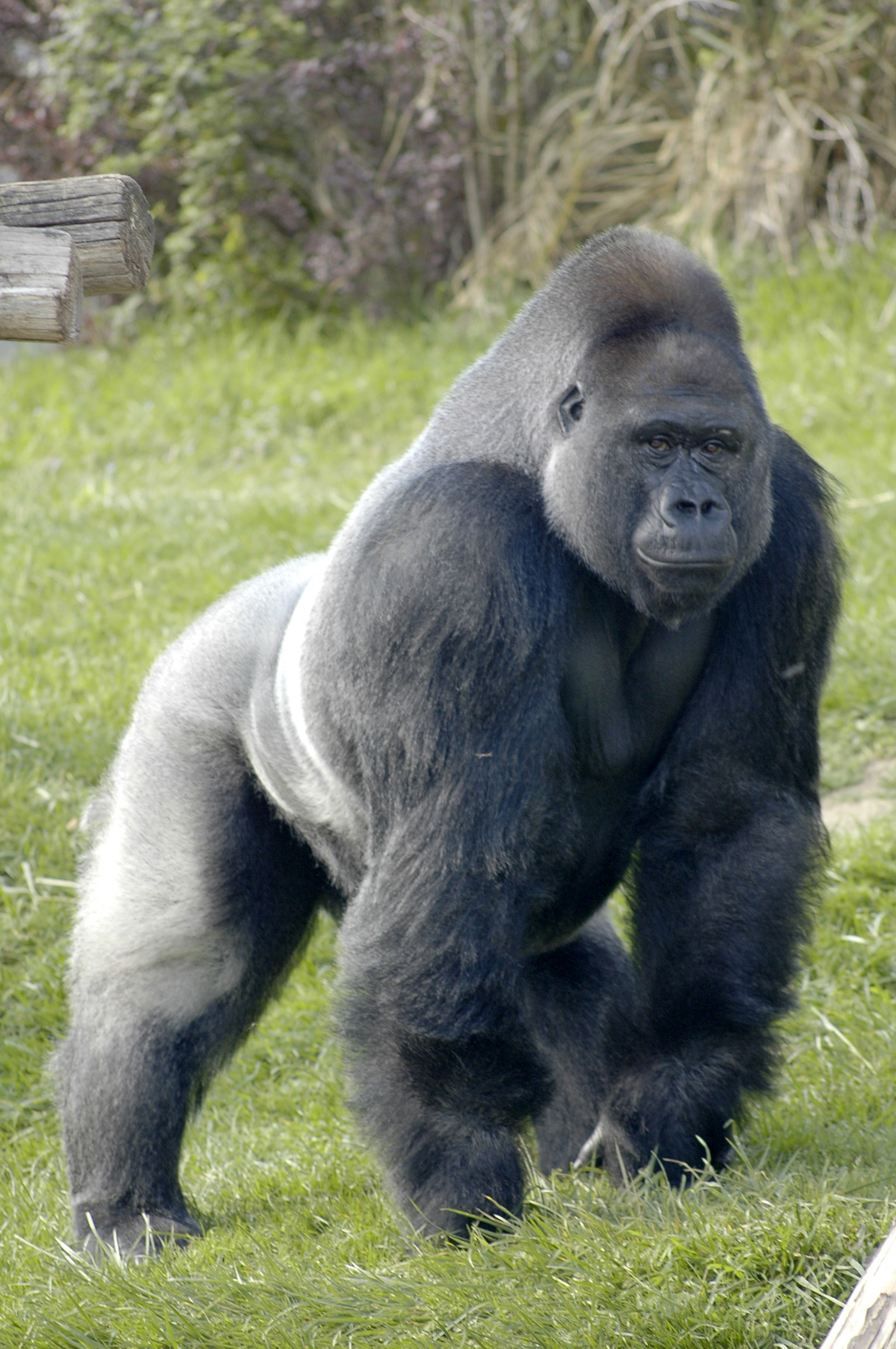
Gorila, em yawalapiti é kapulu kuma, literalmente, macaco-aranha grande.

| ana- (pilão) → ana ɨtʃi (pilão grande)            |
| wɨkuka (terreiro) → wɨkuka ɨtʃi (terreiro grande) |

###### O morfemakuma
Para transmitir um sentido de grandeza extrema ou desproporcional, adiciona-se o morfema kuma após a palavra.
| pa (casa) → pa kuma (casa grande, prédio)     |
| kapulu (macaco aranha) → kapulu kuma (gorila) |

### Pronomes
No yawalapiti, existem quatro pronomes pessoais, sendo que três pronomes demonstrativos cumprem o papel de terceira pessoa.
|          | Primeira pessoa | Segunda pessoa |
| -------- | --------------- | -------------- |
| Singular | natu            | tiʂu           |
| Plural   | aʂu             | iʂu            |

Os pronomes demonstrativos na língua yawalapiti indicam a distância em relação ao falante. Há cinco formas principais, derivadas da terceira pessoa i-, às quais se acrescentam sufixos específicos de gênero e distância. O gênero masculino é marcado pelo sufixo -ri, enquanto o feminino utiliza -ru. Para indicar distância, o sufixo -la é empregado na forma distal feminina. A forma distal masculina é construída a partir da terceira pessoa i- combinada com o sufixo feminino -ru e o sufixo distal neutro -tira. Já a forma i-tira resulta da junção da terceira pessoa i- com o sufixo distal neutro -tira.
| Yawalapiti | Significado |
| ---------- | ----------- |
| i-ri       | Esse ou ele |
| i-ru       | Essa ou ela |
| i-ru-la    | Aquela      |
| i-ru-tira  | Aquele      |
| i-tira     | Aquilo      |

### Demonstrativos Locativos
Os demonstrativos locativos em yawalapiti indicam a posição de algo em relação ao falante.
| Yawalapiti | Significado |
| ---------- | ----------- |
| aʎi        | Aqui        |
| apɨtʃia    | Eis aqui    |
| atira      | Lá          |

### Adjetivos
Na língua yawalapiti, os adjetivos diferem dos nomes por não exercerem funções argumentais, como sujeito ou objeto. Para intensificação, utiliza-se o sufixo -ruru (muito), enquanto os nomes são atenuados com -tsi. Quando atuam como predicados estativos, recebem marca de gênero: -lu para feminino e -ø para masculino.
| Yawalapiti | Significado     | Exemplo               | Tradução do exemplo  |
| ---------- | --------------- | --------------------- | -------------------- |
| -uʂiratira | Magro           | nuʂiratirarurupa      | Eu estou muito magro |
| -mɨtsɨʎuka | Fraco           | iru mɨtsɨʎukalururupa | Ela está muito fraca |
| -hipua     | Gordo           | nuhipuarurupa         | Eu estou muito gordo |
| -ʂɨkuɲa    | Velho ou antigo | natʃa ʂɨkuɲa          | Roupa antiga         |
| -autsa     | Novo            | pa autsa              | Casa nova            |
| -awirira   | Bonito          | jumaʂu awiriralu      | Moça bonita          |
| -awirira   | Bonito          | wikinɨri awirira      | Moço bonito          |

### Verbos
Na língua yawalapiti, os verbos são classificados em transitivos (com dois ou mais argumentos) e intransitivos (com um único argumento). Além disso, há formas estendidas, nas quais os verbos intransitivos podem incluir um objeto indireto e os transitivos podem ter tanto objeto direto quanto indireto. Os verbos se flexionam para pessoa por meio de prefixos pessoais e podem se combinar com marcas que indicam voz (causativa, reflexiva e recíproca), aspecto e modo.
| Verbo intransivo             | tʃawaka nutima → Eu corri ontem                              |
| Verbo intransitivo estendido | uka piputi nu ita → Você me deu arco                         |
| Verbo transitivo             | patʃapa kupati itsɨkɨ → Você comeu peixe assado              |
| Verbo transitivo estendido   | uka niputi walurata hiu → Eu dei colar de caramujo para você |

Os prefixos pessoais usados na conjugação verbal são:
| Primeira pessoa do singular | nu- / n-                  |
| Segunda pessoa do singular  | pi- / p- / hi- / h- / ti- |
| Primeira pessoa do plural   | au- / a-                  |
| Segunda pessoa do plural    | ji- / j-                  |
| Terceira pessoa             | i- / in- / ij- / Ø-       |

#### Voz
- Voz reflexiva: O sufixo -wa indica que o sujeito realiza a ação sobre si mesmo.[61] Exemplo: uka nihulukat-wa → Eu me furei.
- Voz recíproca: O sufixo -kaka indica uma ação mútua entre dois participantes.[62] Exemplo: uka ijunupa-kaka → Vocês se viram.
- Voz causativa: O sufixo -ta(ta) indica que o sujeito faz com que outro realize a ação.[63] Exemplo: natima-tata jumɨʎɨ  → Faço menino correr.

#### Aspecto
O aspecto verbal indica quando que uma ação ocorre. Ela pode ser classificada como:
- Aspecto projetivo (-ɲɨʂi): Indica que a ação ainda vai acontecer. Exemplo: pipuʂitʃa-nɨʂi tʃa → Você vai levantar.
- Aspecto progressivo (-pa): Indica que a ação está em andamento. Exemplo: pimaka-pa → Você está dormindo.

#### Modo

##### Modo Permissivo
O modo permissivo é formado pela adição dos sufixos -puka, -uka, -huka ou -ka, que podem ser traduzidos como "já". Esse modo é utilizado para expressar comandos de forma educada e eficaz.
- pitsɨmɨ-puka apa → Você pode escutar música.

Além disso, esse modo pode ser empregado com um sentido exortativo.
- awatʃa-huka → Vamos namorar!

##### Modo Imperativo de Verbos Transitivos
Os verbos transitivos, quando conjugados no modo imperativo, sofrem apofonia, ou seja, a vogal final do tema verbal é substituída por i. O fenômeno pode ser observado nos exemplos a seguir, que contrastam a presença e a ausência dos morfemas mencionados.
- pihuluk-i katulaja → Fure a bola.

### Ordem da Frase e Alinhamento
A sintaxe da língua yawalapiti segue uma estrutura relativamente flexível, mas a ordem canônica predominante dos constituintes é Sujeito-Objeto-Verbo (SOV). No entanto, há variações na ordem dos constituintes. O alinhamento morfossintático da língua é nominativo-acusativo, ou seja, o sujeito de verbos intransitivos é tratado da mesma forma que o sujeito de verbos transitivos, enquanto o objeto direto recebe tratamento distinto.

#### Ordem dos Constituintes
A estrutura básica das orações segue o padrão SOV, sendo possível observar diferentes ordens conforme o tipo de predicado.
- Orações com predicados intransitivos:
  - Sujeito + Verbo + (Complemento circunstancial) → uka jumɨʎɨ atima tʃawaka  (o menino correu ontem.)
  - Verbo  + Objeto + Complemento circunstancial → uka natʃapa kupati ɨtsɨkɨ tʃawaka  (comi peixe assado ontem.)
- Orações com predicados transitivos estendidos:
  - Verbo + Objeto + Objeto direto + Complemento circunstancial → uka niputi walurata hiu tʃawaka (eu dei um colar de caramujo para você ontem.)

#### Expressão do Sujeito e do Objeto
Na língua yawalapiti, o uso de pronomes pessoais marcando o sujeito não é obrigatório, sendo frequentemente omitido em verbos transitivos e intransitivos. Entretanto, quando o sujeito é de terceira pessoa, a presença de um demonstrativo pronominal torna-se obrigatória.
- uka niʂatʃitʃua (eu caí.)

Os objetos, por outro lado, são sempre expressos, podendo ser representados por pronomes pessoais ou demonstrativos pronominais.
- punupapa irula  (você está vendo aquela.)
- tiʂu punupa natu  (você me vê.)

No modo imperativo, os pronomes pessoais na função de sujeito são omitidos:
- punupa natu  (veja-me!)
- iunupa inala  (vejam eles!)

#### Posicionamento de Advérbios e Expressões Circunstanciais
As expressões adverbiais seguem o núcleo do predicado quando o enunciado se inicia com partículas aspectuais ou com a partícula de negação:
- uka nimaka utuna  (já dormi muito.)
- atsa nuti makapa utuna  (eu não dormi muito.)
- atsa nuti makapa pahitsiri  (eu não dormi pouco.)

Quando não há partículas aspectuais ou de negação, advérbios podem ocorrer no início da oração:
- utuna nimaka (durmo muito.)

A partícula uka, que pode ser traduzida como "já", aparece no início da oração. No entanto, se uma expressão adverbial for topicalizada (ou seja, deslocada para o início da oração), uka não ocorre:
- (Complemento circunstancial) + Sujeito + Verbo → ukuɲã umɨʎɨɲaw itimanipa (os meninos correram na mata.)

### Sentenças Interrogativas
As construções interrogativas são formadas com o elemento foco da pergunta posicionado no início da oração. Além disso, apresentam entonação ascendente, característica que também ocorre no português.
| Yawalapiti        | Significado              |
| ----------------- | ------------------------ |
| puahikapa         | Você está jogando?       |
| uka patʃa         | Você já comeu?           |
| kanau ihaluka     | Quem chegou?             |
| pahirepa ikipina  | Como é seu nome?         |
| pari hiukutɨ pɨɲɨ | Por que você vai embora? |

O yawalapiti possui palavras específicas para questionar identidade, tempo, lugar e modo. 
| Yawalapiti    | Significado         |
| ------------- | ------------------- |
| kanau, pahapa | Que ou quem         |
| pahiri        | Como ou quantos     |
| kari          | Como                |
| pari          | O que é             |
| mana          | Por que ou onde     |
| kanau pɨrikua | Quando ou que tempo |

### Sentenças negativas
As orações negativas em yawalapiti geralmente ocorrem no contexto de alguma pressuposição, funcionando para negar ou contra-afirmar o que é pressuposto. Há três partículas de negação na língua: atsa, mina e maka, cada uma com funções específicas.

#### Negação comatsa
A partícula atsa é a forma mais comum de negação e pode ser usada tanto para negar uma proposição inteira quanto um constituinte específico dentro da oração. Além disso, atsa pode ser usada isoladamente como resposta negativa.
- hiapa? atsa, awiri → "você vai? Não, obrigado."
- atsa nupa pawa awajulukuma → "não tenho uma raposa."

As sentenças negativas que utilizam atsa apresentam diferenças estruturais em relação às afirmativas. Quando há um sujeito expresso por um sintagma nominal, este aparece antes da partícula negativa atsa, que, por sua vez, precede o verbo. Além disso, a partícula uka (já), frequentemente presente no início de sentenças afirmativas, pode estar ausente ou surgir junto ao verbo em sentenças negativas.
- mamaju atsa ijapa ulatʃia → "minha mãe não foi à roça."
- awajulukuma atsa inukapa nupirakarakarako → "a raposa não matou minha galinha."

#### Negação proibitiva commina
A partícula mina é usada para proibir algo, sendo comum em ordens e comandos.
- mina puahika ira →"não jogue isso."

#### Negação preventiva commaka
A partícula maka é usada para dar conselhos ou avisos, indicando que algo pode ser perigoso ou indesejado. Muitas vezes, aparece junto com as palavras nia (mesmo) e tʃa (ainda), que reforçam a ideia de precaução.
- maka nia tʃa patʃa utuna iti → "Não coma muita carne."

### Interjeições
As interjeições no yawalapiti expressam emoções, reações espontâneas e sentimentos dos falantes. Algumas das interjeições registradas incluem:
| Interjeição | Significado                           |
| ----------- | ------------------------------------- |
| uaaa!       | Espanto                               |
| aka!        | Dor                                   |
| paaaa!      | Surpresa ou admiração                 |
| eté!        | Dor de queimadura, picada de formiga. |

### Ideofones
Os ideofones são palavras que representam sons ou sensações de maneira evocativa, geralmente imitando ou sugerindo o som que descrevem, servem para dar mais expressividade às descrições de eventos e sons da natureza.
| Ideofone                 | Significado                                 |
| ------------------------ | ------------------------------------------- |
| wow wow wow              | Cachorro latindo                            |
| ka ka ka                 | Canto do gaviãozinho                        |
| tipukh                   | Barulho de uma pedra caindo na água         |
| tórorórorórorozó         | Som do trovão                               |
| piõôôôw                  | Barulho da flecha com coquinho em sua ponta |
| kurururu, kuru kuru kuru | Peixe correndo na água                      |

## Vocabulário

### Números
Os yawalapitis utilizam um sistema numérico baseado na contagem até vinte, possivelmente influenciado pelo contato com outras culturas. Os números maiores são formados por composição, utilizando termos que fazem referência a partes do corpo e agrupamentos. O número cinco, por exemplo, é representado pela palavra wiriku, que significa mão, enquanto os números de seis a dez são expressos com a noção de "passou" um, dois, três ou mais dedos da mão. O número dez corresponde a mãos repetidas (ou seja, duas mãos).
| Número    | Yawalapiti                    | Significado                                             |
| --------- | ----------------------------- | ------------------------------------------------------- |
| Um        | pawa                          | Sozinho/Um                                              |
| Dois      | (a)purijama                   | Dois                                                    |
| Três      | kamajukula                    | Três                                                    |
| Quatro    | purijami pɨku                 | Grupo de dois                                           |
| Cinco     | pawiriku                      | Uma mão                                                 |
| Seis      | pawa kiruta                   | Passou (mais) um (dedo)                                 |
| Sete      | purijama ikiruta              | Passou (mão mais) dois (dedos)                          |
| Oito      | kamaju'kula ikiruta           | Passou (mão mais) três (dedos)                          |
| Nove      | puriɲamipɨku ikiruta          | Passou (mão mais) quatro (dedos)                        |
| Dez       | papalukaka wiriku             | Mãos repetidas                                          |
| Onze      | pawa tʃisaʎi ikiruta          | Um/sozinho (dedo do pé) e é adicionado à mão repetida   |
| Doze      | purijama ikiruta tʃizaʎi      | Dois (dedos do pé) e é adicionado à mão repetida        |
| Treze     | kamajukula tʃizaʎi ikiruta    | Dois (dedos do pé) e é adicionado à mão repetida        |
| Catorze   | purijami pɨku tʃizaʎi ikiruta | Um pé (incluindo a mão repetida e grupo de dois (dedos) |
| Quinze    | pawiriku ikiruta tʃizaʎi      | Uma mão e pés                                           |
| Dezesseis | pa'wa iki'ruta tʃizaʎi        | Passou um dedo do pé                                    |
| Dezessete | purijama iki'ruta tʃizaʎi     | Passou dois dedos do pé                                 |
| Dezoito   | kamajukula iki'ruta tʃizaʎi   | Passou três dedos do pé                                 |
| Dezenove  | purijami pɨku ikiruta tʃizaʎi | Passou quatro dedos do pé                               |
| Vinte     | papalukaka tʃizaʎi            | Pés repetidos (incluindo as mãos)                       |

### Animais
O yawalapiti inclui termos para diversas espécies da fauna local, desde mamíferos, como yanumaka que significa onça, até aves, como yakwakua (tucano), e répteis, como iyaka (jacaré). Esses nomes refletem a importância dos animais no cotidiano.
| Yawalapiti   | Significado   |
| ------------ | ------------- |
| apapalutapa  | animal        |
| mukuti       | rato          |
| kusikusi     | macaco        |
| kapulu       | macaco aranha |
| awayulu      | raposa        |
| yanumaka     | onça          |
| tsɨmɨ        | anta          |
| kuri         | papagaio      |
| yakwakua     | tucano        |
| pitɨpɨ       | bem-te-vi     |
| ulupu        | urubu rei     |
| tuyuyu       | jaburu        |
| ui           | cobra         |
| kɨjɨt͡ʃɨsi    | cascavél      |
| iyaka        | jacaré        |
| kupati       | peixe         |
| aatʃu        | camarão       |
| ut͡ʃira       | pacu          |
| mɨ           | formiga       |
| nɨ           | piolho        |
| ɨt͡ʃu         | mosquito      |
| yukulu       | minhoca       |
| tsitʃapujati | libélula      |
| mapaja       | bicho de pé   |

### Termos de Parentesco
A estrutura de parentesco na língua yawalapiti apresenta uma nomenclatura específica para diferentes relações familiares. Os termos para pai e mãe são, respectivamente, apa ou papaju e ama ou mamaju. Há também distinções para filhos, como ha para filho e supa para filha, além de termos específicos para avós, tios, sobrinhos e relações por casamento.
| Yawalapiti         | Significado      |
| ------------------ | ---------------- |
| tutakali           | Parente          |
| apa ou papaju      | Pai              |
| ama ou mamaju      | Mamãe            |
| tataju             | Irmão mais velho |
| tutaka             | Irmão            |
| tutakalu           | Irmã             |
| atu                | Avô              |
| ha                 | Filho            |
| supa               | Filha            |
| pɨtsi              | Filho mais novo  |
| uwa                | Tio              |
| aki                | Tia              |
| awa                | Sobrinho         |
| utsu               | Sobrinha         |
| itsukakalu         | Cunhado          |
| matukiri ou matiru | Sogro            |

### Empréstimos do Português
No yawalapiti, o contato com não indígenas resultou na incorporação de várias palavras da língua portuguesa ao vocabulário da língua.
| Yawalapíti | Português |
| ---------- | --------- |
| sete       | CD        |
| moto       | Motor     |
| amiku      | Amigo     |